# Parti de l'action populaire
Le Parti de l'Action populaire est un parti politique du Vanuatu. Fondé en 2003, il concentre ses activités sur les îles d'Ambae et d'Espiritu Santo, bien que programme se veuille d'application nationale.

## Historique
Il fut fondé par des dissidents du Vanua'aku Pati, notamment Peter Vuta, après que ce dernier n'a pas été retenu comme candidat du VP aux élections législatives de 2002.
Les politiques du parti sont les suivantes. Dans le but d'encourager le travail, ainsi que le développement économique, il demande à tous les membres du parti de planter deux cents « plantes productives » (kava, cocotiers...) par an, et d'en informer le parti. Pour ce qui est de la population en général, il demande au gouvernement de lui assurer les moyens de travailler, notamment par le développement des infrastructures et l'accès aux outils. Il souhaite que la propriété foncière soit clairement établie (condition nécessaire à un usage productif des terres), et que la Banque nationale joue un rôle plus important dans le développement économique. Il demande que chaque communauté ait accès à l'eau courante ; que le gouvernement encourage et facilite la planification familiale ; que les personnes âgées aient la garantie d'une assurance maladie ; et que les pensions de retraite soient versées en continu, plutôt qu'émises sous la forme d'une somme brute au moment du départ à la retraite.
Par ailleurs, le parti demande que les allocations des députés soient soumises à vérification. Afin de montrer l'exemple, il publia le détail des dépenses de Peter Vuta, son seul député au cours de la législature de 2004 à 2008.

## Représentation au Parlement
| Élection | Sièges |
| -------- | ------ |
| 2004     | 1 / 52 |
| 2008     | 1 / 52 |
| 2012     | 0 / 52 |

Peter Vuta est l'unique parlementaire qu'ait connu le parti.